# Студентски културни центар Ниш
| Студентски културни центар Ниш |                                                                  |
|                                |                                                                  |
| Оснивач:                       | Влада Републике Србије                                           |
| Основан:                       | 6. мај 1991.                                                     |
| Седиште:                       | Шуматовачка бб · Ниш Србија                                      |
| Веб презентација               | https://skc-nis.com/ Архивирано на веб-сајту (30. новембар 2021) |
| Контакт:                       | +381 (0) 18 523 120                                              |

Студентски културни центар Ниш (скраћено СКЦН)  једна је од водећих културних институција града Ниша, која кроз свој рад ствара услове, гради и обогаћује културни простор Ниша и целог нишког региона. Основан је 1993. година,  и налази се под окриљем Министарства просвете, науке и технолошког развоја Републике Србије, као установа ученичког и студентског стандарда.

## Положај
Налази се у Шуматровачкој улици у згради изграђена 1887. године и позната је као зграда Бановине или Бановина.

## Историја
Идеја о оснивању се појавила средином 1970-их година, али званична инцијатива је покренута тек 1976. године. Скупштина Универзитета у Нишу доноси 6. маја 1991. године одлику о оснивању СКЦ. Од 1993. године СКЦ постаје институција Владе Републике Србије.
У оквиру СКЦ делују Академско културно уметничко друштво, Ансамбл народних игара и песама „Оро“, Академски хор, Академски камерни оркестар и Академско позориште СКЦ Ниш.
СКЦ има и издавачку, трибинску и ликовно-галеријску делатност.

## Делатност
У оквиру својих делатности и активности СКЦ:
- кроз културу и уметност окупља и повезује велики број младих људи, студената као и људе свих генерација.

- очување, представљање и истраживање  нових културних и уметничких вредности кроз различита дешавања током године
- презентација културних догађаја и афирмација аутентичних стваралачких и креативних потенцијала студената и младих аутора Ниша и околине.

## Активности
У оквиру СКЦ Ниш академској популацији дата је могућност ангажовања у многобројним активностима везаним за ансамбле као што су:
- Академски фолклорни ансамбл ОРО основан је 1959. године на Универзитету у Нишу, а од 1992. године ради под окриљем Студентског културног центра у Нишу. У току више од 60 година постојања ансамбл је дао допринос у афирмацији креативних потенцијала студената Универзитета у Нишу. Као најстарији ансамбл СКЦ-а, он од свог настанка доданас негује народне игре и песме свих крајева Србије а посебно игре из Понишавља и југоисточне Србије које по свом темпераменту и ношњи спадају међу најатрактивније.[3] Аансамбл је наступао у великом броју земаља Европе и света ( Аустрија, Белгија, Италија, Грчка, Немачка, Норвешка, Пољска, Турска, Португалија, Француска, Холандија, Шпанија, Македонија, Бугарска, Румунија, Канада, Бразил, Филипини итд.) и тамо освајао бројна признања и награде.[3]
- Велики народни оркестар,
- Академски мешовити хор СКЦ-а,
- Академски женски хор
- Академско позориште.